# Calle de San Justo
La calle de San Justo es una vía de Madrid, del barrio de Palacio, en el distrito Centro, que discurre en sentido oriente/poniente desde la plaza de Puerta Cerrada (en su confluencia con la calle de Segovia) a la plaza del Cordón, continuándose en la calle del Sacramento, en las inmediaciones ya de la plaza de la Villa. Debe su nombre a la antigua iglesia dedicada a los niños mártires Justo y Pastor.

## Historia
Los cronistas Carlos Cambronero e Hilario Peñasco datan su nombre ya en el siglo xvii, aunque queda noticia anterior en un documento de venta de un corral que lindaba con las casas del Matadero (que en su origen estuvieron es esta calle), a Beatriz Maldonado, en 1585. No se distingue en el plano de plano de Texeira (1656).
Ángel Fernández de los Ríos, en su Guía de Madrid de 1876, ordenaba esta calle de apenas 66 metros de longitud y seis de ancho, en el barrio de Puerta Cerrada del antiguo distrito de la Audiencia. 
Otro cronista madrileño, Pedro de Répide, relata el rocambolesco destino del «balcón de la casa de Antonio Pérez, que pasó a propiedad del conde de Puñonrostro», que se quedó con las propiedades del fugado secretario de Felipe II, balcón que el propio Répide localizó en Sevilla, «arrimado al muro del convento de Santa Clara, en el patio de la torre de Don Fadrique», y que por intercesión del cronista pasó a los fondos del Museo Arqueológico de Sevilla.

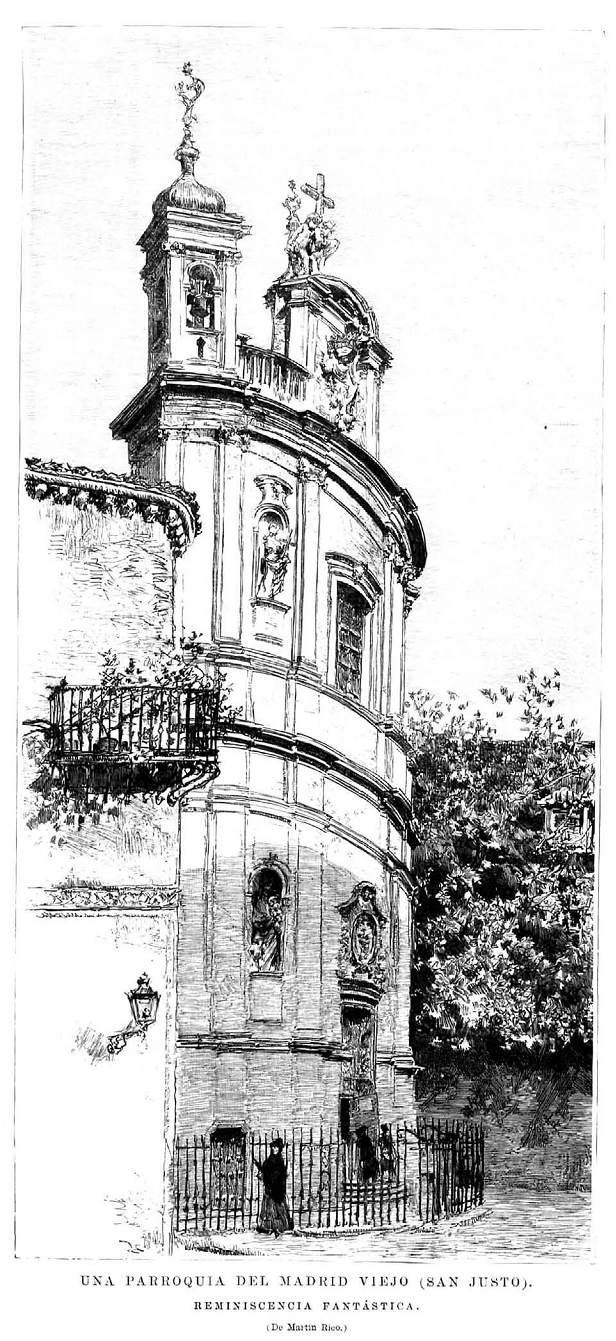
Una parroquia del Madrid viejo, San Justo, grabado de Martín Rico, publicado en La Ilustración Española y Americana en 1894.

Entre los edificios eclesiásticos conservados en esta calle destacan, en el número 2, el palacio episcopal, ordenado construir por el cardenal infante Don Luis y Lorenzana, como residencia en Madrid de los arzobispos de Toledo, cuando la capital de España no tenía diócesis propia. En él murieron los primados Luis María de Borbón y Vallabriga, Pedro Inguanzo Rivero y Juan José Bonel y Orbe; y junto a ella (entre la calle de Puñonrostro y el Pasadizo del Panecillo), la  Basílica Pontificia de San Miguel, casi tocando con la plaza del Cordón. Frente a ella, y de moderno diseño, se encuentra la Biblioteca Pública Municipal Iván de Vargas, en el número 5, y la escultura callejera El lector, dedicada a Carlos Cambronero, obra en bronce de Félix Hernando García.